# Hampgårdarna
Hampgårdarna är en bebyggelse sydost om Gagnef i Gagnefs kommun, Från 2010 klassar SCB Hampgårdarna som en småort.